# Loxoro
Loxoro es un cortometraje peruano dirigido por Claudia Llosa y estrenado en 2011. Presentado en el marco del proyecto Fronteras, de la cadena de televisión por cable TNT, el corto pretende reflexionar sobre la idea de frontera desde la perspectiva de las barreras que existen dentro de la comunidad gay y transexual en Perú. El lóxoro es el lenguaje cifrado utilizado por la comunidad trans de Perú para mantener su intimidad y protegerse de las agresiones.

## Argumento
Loxoro, trata de la búsqueda que realiza Makuti (Belissa Andía), una madre transgénero, de su hija también transgénero Mia (Ariana Wésember), tras su desaparición. En su búsqueda Makuti recorre todos los espacios en los que se desarrollaba la vida de Mia, reflejándose en estos la cara oculta del mundo transexual de Lima, una comunidad que se cierra en sí misma para defenderse de la marginación y que posee un idioma propio el loxoro o loxoró, un lenguaje cifrado que utiliza la comunidad transexual para mantener la intimidad y protegerse de las agresiones, también conocido como húngaro. En su camino se cruzará con personajes como "La Pozo" (Pilar González) o "El Oráculo". 
El corto está protagonizado por Belissa Andía, activista transexual, directora de la ONG Instituto Rumi y fundadora del grupo travesti Claveles Rojos. Andía interpreta a Makuti, una madre adoptiva que busca en bares y discotecas de los bajos fondos de Lima a su hija Mía con ayuda de La Pozo, otra hija adoptiva, personajes interpretados por Ariana Wésember (19 años) y Pilar González (24), respectivamente, transexuales en la vida real.

## Reparto
- Belissa Andía como Makuti.
- Ariana Wésember como Mia.
- Pilar González como "La Pozo".
- Ricardo Mejía como "Taxista".
- Maziel Álvarez como "La Gillete".
- Canela Paima
- Mónica Mendoza
- Rubí Calvo
- César G. Boza como "La bailarina de festejo trans".

## Premios
- Teddy Award 2012 en el Festival de Cine de Berlín[2]